# کلکتور گرمایی خورشیدی

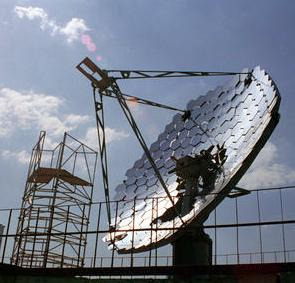
کلکتور گرمایی خورشیدی دیش شکل

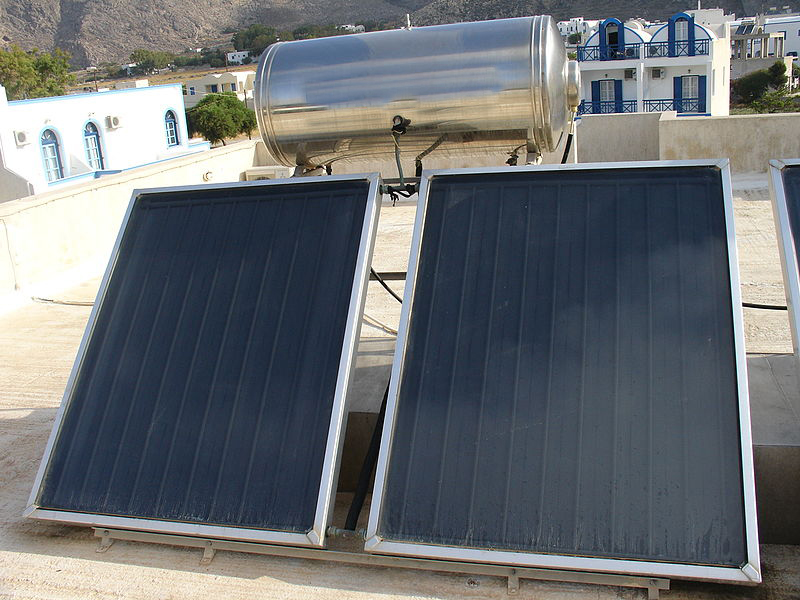
کلکتور گرمایی خورشیدی تخت بر روی بام

کلکتور گرمایی خورشیدی (به انگلیسی: Solar thermal collector)، اصلی‌ترین جزء سامانه گرمایش خورشیدی می‌باشد. عمل جذب تابش خورشیدی و انتقال گرما به سیال توسط این قسمت انجام می‌گیرد. کلکتور خورشیدی بایستی دارای ویژگی‌های انتقال حرارت خوب، ضریب هدایت حرارتی و ضریب جذب بالا ضریب صدور پایین بوده و در مقابل دماهای بالا پایدار باشد. همچنین بایستی در مقابل خوردگی داخلی و خارجی مقاوم باشند بازده کلکتور بستگی کامل به شرایط و جنس مواد استفاده شده در ساخت آن دارد.

## اجزای اصلی یک کلکتور تخت
- صفحه جاذب
- شیشه
- عایق
- قاب

### صفحه جاذب
مهم‌ترین عنصر در یک کلکتور صفحه جاذب آن است. این قطعه از یک صفحه فلزی تشکیل می‌شود؛ که لوله‌های عبور سیال بر پشت آن جوش شده‌است. پوشش روی صفحه جاذب به صورت برگزیده (Selective) و از جنس اکسید تیتانیوم است تا بتواند حداکثر جذب و حداقل انتشار حرارت را داشته باشد. در صورتی که پوشش آن از رنگ مشکی معمولی (Black Paint) باشد، علی‌رغم جذب بالا، انتشار حرارت بسیاری نیز خواهد داشت. کلکتورها با استفاده از این صفحات جاذب قدرتمند، عملکرد بسیار خوبی به‌ویژه در زمستان‌ها و شرایط ابری دارند.

### شیشه
پوشش نهایی کلکتورهای خورشیدی، شیشه‌های مخصوص است. این شیشه‌ها با افزایش عبور طیف مادون قرمز و ماورا بنفش از خود راندمان کلکتورها را افزایش می‌دهند. کلکتورهای خورشیدی سنگرکار از شیشه‌های مخصوص خورشیدی با درصد آهن کم ساخته می‌شوند. هر چه مقدار ذرات آهن در شیشه بیشتر باشد، انتقال نور خورشید به صفحات جاذب کمتر و در مقابل انرژی ورودی در شیشه جذب می‌گردد؛ که باعث اتلاف انرژی خورشیدی و در نتیجه راندمان پایین‌تر می‌شود.
شیشه فاقد یون‌های آهن بوده و توانایی عبور تابش خورشیدی را به میزان ۹۵ درصد دارد. همچنین شیشه‌ها سکوریت شده و دارای مقاومت حرارتی تا ۲۵۰ درجه سانتیگراد می‌باشد.

### عایق(Insulation)
بدنه کلکتور باید در مقابل انتقال حرارت عایق باشد تا بتواند حداکثر راندمان را داشته باشد. این عایق معمولاً از جنس عایق‌های معدنی (پشم سنگ) است. عایق‌ها در پشت و کناره‌های جاذب به کار می‌روند.

### قاب
قاب کلکتور از جنس آلومینیوم یا ورق گالوانیزه است و سایر اجزای کلکتور را در بر می‌گیرد.

## کلکتور
وسیله ایست جهت تقسیم یکنواخت و هدایت صحیح آب به طرفین، که باعث یکسان بودن سرعت و فشار بین ورودی و خروجی‌ها می‌گردد.
کلکتور در گونه‌های مختلفی چون پلیمری و برنجی ساخته می‌گردد. این وسیله در آب و فاضلاب شهری هم مورد کاربرد است.